# Tratado Thomson-Urrutia
O Tratado Thomson-Urrutia foi assinado em Bogotá entre os Estados Unidos e a Colômbia, em 6 de abril de 1914, pelo plenipotenciário estadunidense Thadeus A. Thomson e por Francisco José Urrutia em nome da Colômbia. Seu objetivo era resolver o conflito entre estadunidenses e colombianos, causado pelo apoio que os Estados Unidos deram à separação do Panamá da Colômbia em 1903. Sendo ratificado pelo Congresso dos Estados Unidos, sete anos após a sua assinatura (em abril de 1921) e dezoito da declaração de independência.
Sob este tratado, ambos os países concordaram, entre outros pontos:
1. O direito da Colômbia de transportar tropas, navios e materiais de guerra sem pagar pedágio através do Canal do Panamá.
2. O pagamento à Colômbia da quantia de 25 milhões de dólares em compensação pela separação do Panamá.
3. O reconhecimento pela Colômbia e o estabelecimento de limites fronteiriços com o Panamá em conformidade com o indicado na lei colombiana de 9 de junho de 1855.
4. A isenção de todos os impostos e taxas sobre os produtos agropecuários e industriais colombianos que passam pelo Canal, bem como o correio.

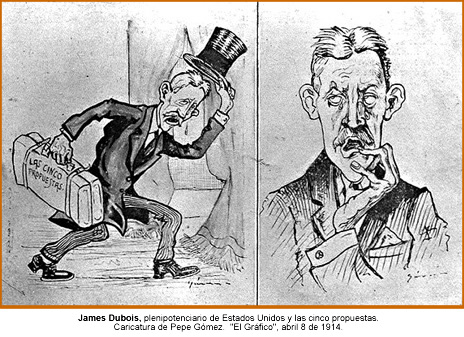
Caricatura sobre o Tratado Urrutia-Thomson

O Panamá não participou na negociação do tratado, nem deu aos Estados Unidos o direito de agir em seu nome. Quando este tratado foi aprovado, o Panamá protestou e não reconheceu estes limites, uma vez que nenhum dos dois países signatários poderia forçá-lo a cumpri-lo. Os limites seriam determinados pelo Tratado Victoria-Vélez de 20 de agosto de 1924 e são os mesmos limites estabelecidos pela Lei de 1855.